# Kamado
Kamado en Japonés significa : Horno de barro, parrilla, cocina, salamandra y ahumadero. También se entiende como “lugar de cocina” o “El arte de Cocinar” 
Hace 2500 años los japoneses, cuando construían sus viviendas, construían como parte integral de la casa al Kamado, pronunciar Kamadó. La palabra  Kamado significa todos los usos que le daban. 
Para que sea considerado Kamado por el japonés se debe partir del barro y ser procesado con una técnica manual asociada. Esto hace que el material una vez seco y cocinado a elevadas temperaturas resulte en un material poroso. La porosidad logra muy poca pérdida de temperatura, sino que también acumula la humedad reinante devolviendo como calor húmedo cuando se cocina. También aporta sabor como todo horno de barro. 
Por otro lado esta porosidad es fundamental para poder cocinar a bajas temperaturas (por debajo de los 70 grados centígrados) donde los alimentos conservan todas sus propiedades naturales. 
Historía
Entre los años 1950 y 1950 fueron introducidos en Estados Unidos de la mano de los pilotos de la US AIR FORCE en ese momento se denominaba “Hibachi” el cual se puede definir como brasero, cocina y salamandra de carácter móvil. Hasta el año 1995 se fabricaron en Japón año que se dejaron de fabricar. 
Actualmente se fabrican en varios países BBQ Ceramicas las cuales están industrializadas. Su material generalmente porcelanas, no contienen poros, por lo cual no trasmiten sabor ni tampoco retienen el calor. Son muy populares en países como Estados Unidos y países de influencia gastronómica. Están diseñadas para cocinar a la flama. El japonés no considera a estas BBQ Kamado.  

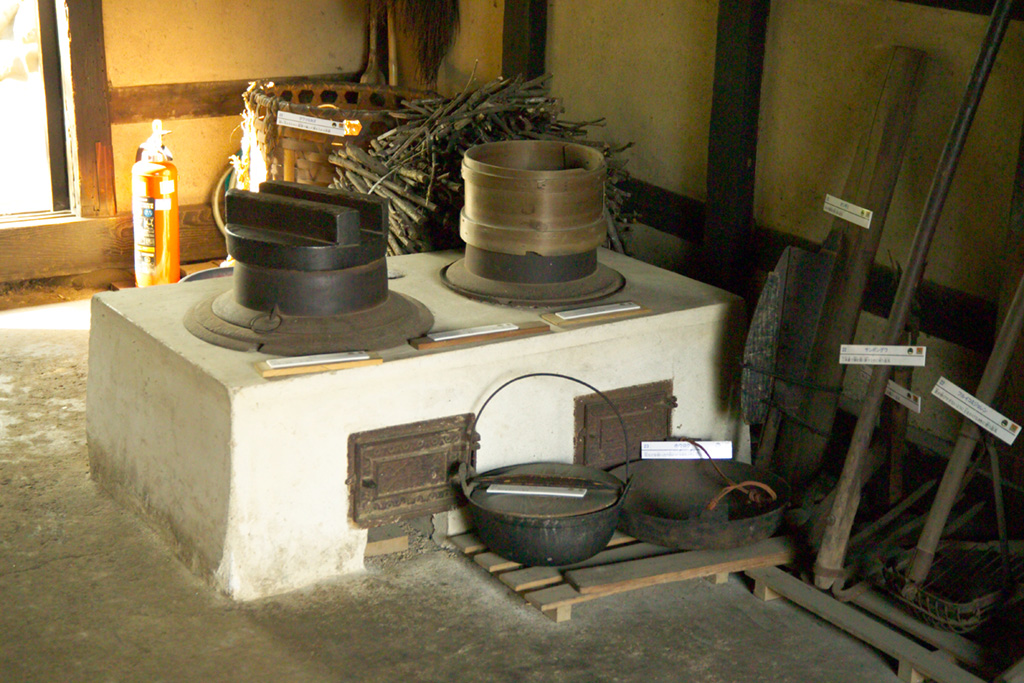
Kamado tradicional en un museo.

## Historia
Los seres humanos han utilizado vasos de arcilla para cocinar alimentos durante muchos miles de años. En todos los continentes se pueden encontrar ollas de barro. Algunos de los primeros fechados por los arqueólogos, de más de 3000 años de antigüedad, se encontraron en China.
En todo el mundo este recipiente de cocina básica ha evolucionado de muchas maneras diferentes, el Tandoor, por ejemplo, en la India y, en Japón, el mushikamado, un dispositivo diseñado para el arroz vaporizado y utilizado por las familias japonesas para ocasiones ceremoniales. El mushikamado era una olla de barro redonda con una tapa de barro con forma de cúpula desmontable y por lo general se encontraba en Japón y el sur de China. Las innovaciones en este momento incluyen: un regulador de tiro, una puerta de control de corriente de aire para un mejor control del calor y la alimentación por carbón en lugar de madera. DE modo más genérico, el nombre "kamado" es, de hecho, la palabra japonesa para "estufa" o "de cocción". El carácter de kanji para "kamado" es 灶. En hiragana, "kamado" se escribe かまど. En katakana, está escrito カマド. En China, está escrito 都 卡玛. En romaji, está escrito kamado. Literalmente, significa "lugar para el caldero". La palabra se ha convertido en un término genérico para este estilo de cocina de barro o cerámica. 
El mushikamado llamó la atención de los estadounidenses por primera vez después de la Segunda Guerra Mundial. A mediados de la década de 1950, los pilotos de la Fuerza Aérea de Estados Unidos los introducen por primera vez en su país  con el nombre de “Hibachi Pot” Hibachi respondiendo a su función de parrilla, ahumadero,salamandra, horno y Pot en inglés remitiendo a su forma de “maceton” de barro. Luego “Hibachi” es tomada por muchos fabricantes de barbacoas por lo cual Makoto Nagaoka, su fabricante cambia el nombre a “Kamado Pot”.

## Combustible
Estos hornos de barro son generalmente alimentados con carbón o leña. Si bien es posible usar briquetas, los aditivos que pueden contener a veces afectan el sabor de lo que se ponga en el horno. Se le puede adicionar maderas o astillas de árboles frutales o de variedades libres de tanino y resinas, para así poder ahumar o aromatizar a las carnes, pescados o comidas. También se pueden tirar ajos, cebollas o aromáticas como laurel romero.

## Usos

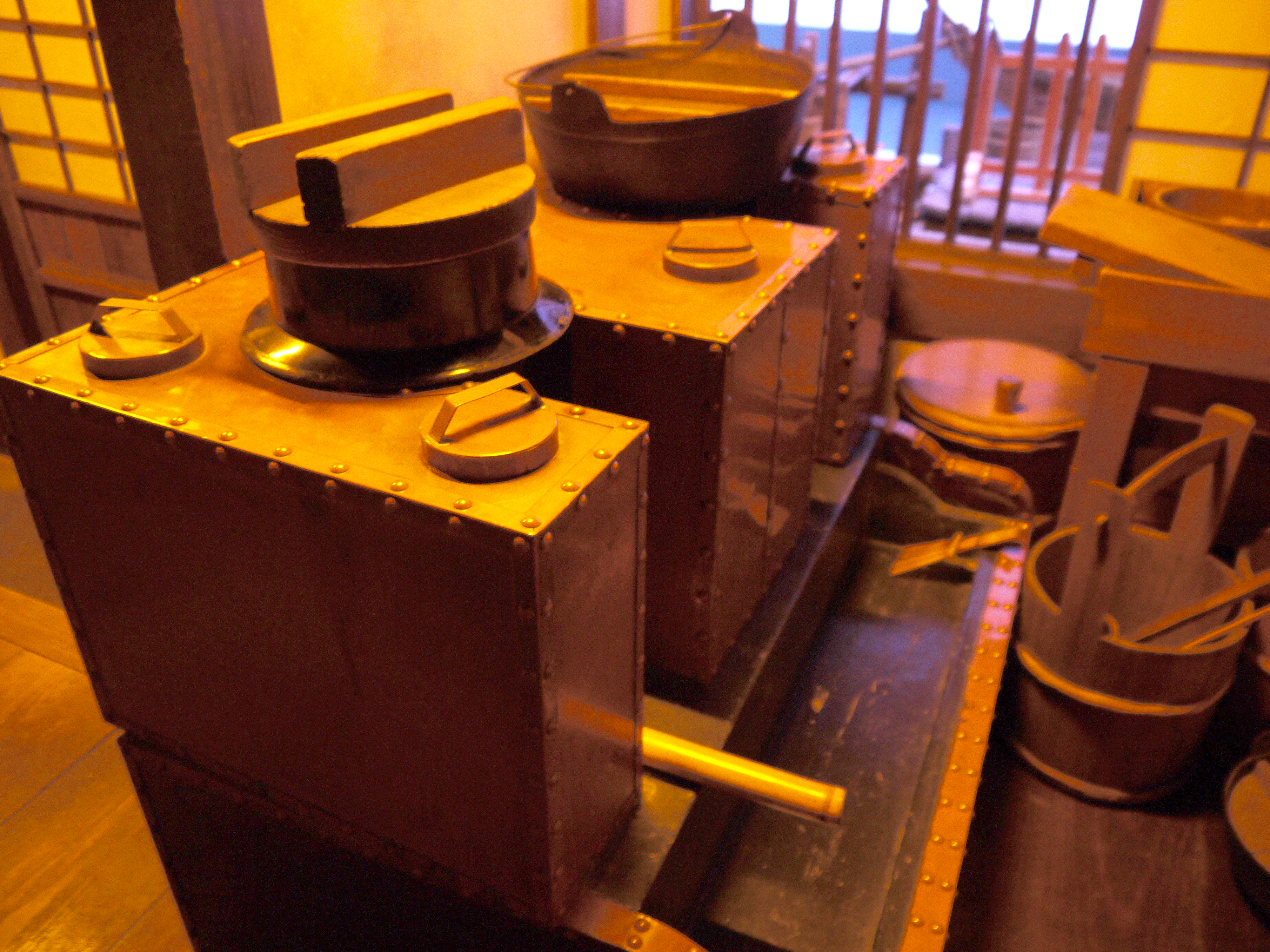
Cocina de mercader japonés del

Los fabricantes de kamado afirman que son extremadamente versátiles. No sólo pueden ser utilizados para asar y ahumar, sino que también se puede cocinar en una piedra de la pizza u hornear el pan. Esto se debe a las excelentes propiedades de retención de calor de la cáscara de cerámica que alcanzan temperaturas de hasta 350 C. Además, debido al control del flujo de aire (y por lo tanto la temperatura) proporcionada por el sistema de ventilación, cocinas de estilo Kamado son también como hornos de leña y se pueden utilizar para asar y hornear cualquier cosa que pueda ser asado o al horno en un horno tradicional.

## Kamados modernos y materiales
Modernas cocinas de estilo Kamado se hacen de una variedad de materiales incluyendo cerámica de alta temperatura, materiales refractarios, de pared doble de acero con aislamiento, tradicional terracota siendo hoy el material preferido la  arena refractaria. Las superficies exteriores también varían: alto brillo proporcionado por el esmalte de cerámica, pintura, textura de estuco o baldosas de cerámica.
Los materiales cerámicos y el material refractario modernos, además de sus propiedades térmicas, disminuyen agrietamientos - un fallo común en el diseño japonés de barro cocido, que por sus características propias no es homogéneo y requiere un grosor y peso mayor para lograr resistencia y aislación adecuadas. 
Además de la gruesa pared de cerámica exterior hay un recipiente de cerámica, acero esmaltado o de acero inoxidable dentro de la unidad para sostener el carbón de leña. Existe un tiro de aire en el lado inferior de la unidad para proporcionar aire para el carbón de leña, así como un orificio de ventilación controlable en la parte superior de la tapa del domo para permitir la salida del aire de la olla de cocción. Se estila un sello de doble fieltro o fibra de vidrio entre la tapa y la base. La temperatura se controla mediante el ajuste de estos dos orificios de ventilación. Una o más rejillas están suspendidas sobre el fuego para proporcionar la superficie de cocción para la comida. Por último, la mayoría de las cocinas de estilo Kamado tienen un agujero perforado en la tapa para permitir la inserción del vástago de un termómetro de tipo de línea para el seguimiento de la temperatura de cocción de la olla de cocción. Los kamados de gama alta tienen múltiples capas de aislamiento que crean condiciones de cocción bajas de flujo de aire y son auto-apertura. También pueden ser instalados controles de temperatura digital para regular temperaturas utilizando un pequeño ventilador para regular el flujo de aire. 

## Ventajas de los Kamados
Una de las cualidades más apreciadas de los Kamados es la capacidad de retener calor y aromas  gracias a su gruesa cerámica refractaria o barro cocido. Estos materiales permiten el efecto "curado" a través del cual la pieza se va enriqueciendo de las sucesivas cocciones. Puede usarse para ahumar en frío o en caliente. Para encender un kamado, con la toma de aire inferior abierta, sólo es necesario un fósforo y una hoja de papel impregnado en aceite para activar en unos minutos el carbón. En un kamado de 21" basta con un par de kilos de carbón de quebracho blanco para mantener una cocción lenta de ocho horas. Estas  bajas temperaturas transforman el colágeno y proteínas de las carnes dejándolas tiernas y jugosas. Los vegetales pueden ser cocinados con mínima pérdida de propiedades. El resultado, más sabor y nutrientes en los alimentos y bajo consumo. La principal fortaleza del kamado es agrupar las ventajas de otros tipos de cocinas. Así, los kamados nos permiten un sinfín de formas de cocinar (asado, horneado, cocción, ahumado, Wok, etc.), su consumo es muy bajo, bajas son también las emisiones de humos, son muy fácilmente limpiables (tanto por su formato ovalado como por su capacidad de hacer la pirólisis), son seguros, duraderos y con un bonito diseño, entre otras ventajas.Sus materiales también permiten generar altas temperaturas sobre 400 °C, necesarias para preparar pizzas napolitanas en un par de minutos. Si se mantiene abierto el kamado puede ser usado como simple parrilla o cocinilla para paella. 

## El Kamado en Latinoamérica
En la actualidad existe variedad de proveedores de kamados en Latinoamérica, siendo las primeras experiencias introducidas a México por la interacción estrecha con la cultura norteamericana. De ahí que en esas latitudes sean más conocidas marcas estadounidenses que empiezan a verse desde los años 90, pero a hacerse populares después del 2000. Experiencias de importación directa en los años 90 y luego de fabricación local como el prestigioso Kamado B10 de Argentina, que ha trascendido la frontera de su país originario para comenzar a comercializarse en Europa y Estados Unidos.  han generado interés de varias compañías por importar, distribuir y brindar posventa de productos adaptados al gusto latinoamericano y con una menor calidad a un bajo precio. Han contribuido a un interés creciente que hoy sostiene iniciativas de pequeñas  y medianas empresas como Kamado Kadu, Tromen, Kamado Argentino (importados de China), Kamado Perú o Kamados Chile, que proveen variedad de modelos y tecnologías en Perú, Bolivia, Chile, Uruguay, Argentina y Brasil. Abundan diseños acabados en esmalte para cerámica, que además de acompañar el  colorido espíritu latino, es fácil de limpiar, pierde mucha temperatura y no deja respirar la arcilla refractaria. La gran contra de estas imitaciones originarias de China es la poca vida útil, debido a que la pintura se cuartea, se crackelea y comienza a absorber humedad, lo que ineluctablemente deriva en rajaduras de mayor o menor grado.